# Ömnö-Gobi-Aimag
Ömnö-Gobi-Aimag este un aimag, (provincie) în Mongolia.